# Strzebowiska
Strzebowiska – wieś w Polsce położona w województwie podkarpackim, w powiecie leskim, w gminie Cisna. Do 1967 – Strubowiska.

## Historia
Wieś prawa wołoskiego Strubowiska w latach 1551–1600, położona w ziemi sanockiej województwa ruskiego.
Poprzednie nazwy: Zruboviszcze 1567; Strubowiszcze 1589; Strubowiszcza 1745; Strubowisko 1855; Strubowiska 1890–1967. Wieś lokowana była na prawie wołoskim, należała do XVIII wieku do rodu Balów. W 1932 przedstawiciele rodziny Borek-Prek ze Lwowa (zapisywanej także Borck Prek), Lucja, Klementyna i Ksawery ze Lwowa, objęli wieś we własność; od 1938 do 1938 właścicielem był Lucjan Borek-Prek, zamieszkujący w pobliskiej Kalnicy. Podobnie nabyli oni wieś Smerek.
W 1880 roku wieś liczyła 36 domów i 250 mieszkańców, w tym 231 wyznania greckokatolickiego i 19 Żydów. W 1921 roku było 53 domy i 278 mieszkańców, a w 1938 roku 330 mieszkańców wyznania greckokatolickiego. Zabudowa wsi rozciągała się wzdłuż drogi wiejskiej odchodzącej na południe prostopadle od głównego traktu łączącego Strubowiska z sąsiednimi wsiami Przysłupem i Kalnicą. Po 1960 roku wieś została ponownie zasiedlona i powstało kilkanaście nowych domów. W 1995 roku wieś liczyła 14 domów i 51 mieszkańców.
W latach 1975–1998 miejscowość administracyjnie należała do województwa krośnieńskiego.
Północnym krańcami wsi przebiega droga wojewódzka nr 897. W latach 1900–1904 południowym skrajem Strubowisk poprowadzono prywatny odcinek kolei wąskotorowej z Majdanu do Kalnicy. Z powodu wąskiej doliny potoku Bystrego, tory tworzyły ostry zakręt w miejscu nazwanym Szpickiery (od niem. spietz Kehre – ostry zakręt), gdzie po 1914 roku zbudowano leśniczówkę.
We wsi istniała cerkiew filialna pw. Narodzenia NMP zbudowana w 1843 roku, zniszczona po 1945 roku.

## Walki z UPA
21 marca 1945 miała miejsce bitwa kwaterującej we wsi sotni (kompanii) UPA pod dowództwem „Wesełego” z dwoma sowieckimi batalionami NKWD wspomaganymi przez oddział Wojska Polskiego i milicję z Cisnej. Część partyzantów była chorych na tyfus – ok. 70 było zdrowych. Po kilku godzinach walki partyzanci wycofali się, a wojsko spacyfikowało wieś. Większość domów została spalona. W walkach zginęło 13 lub 15 upowców i kilku żołnierzy. Większość mieszkańców wsi uciekła, lecz z pozostałych zabito 17 osób, w tym dzieci (według innych relacji, ogółem liczba zabitych wraz z partyzantami wyniosła 84). Było to jedno z najpoważniejszych starć z UPA na terenie Bieszczadów. Mieszkańcy później powrócili do wsi i mieszkali w szałasach lub zaczęli odbudowywać domy. Większość mieszkańców Strzebowisk w 1946 została pod przymusem wywieziona na Ukrainę. Pozostałe 30 osób (w tym dwie rodziny cygańskie) wysiedlono w kwietniu-maju 1947 roku na Pomorze Zachodnie w ramach akcji „Wisła”. Po deportacji nikt nie pozostał.